# Kirby Dach
Kirby Dach, född 21 januari 2001, är en kanadensisk professionell ishockeyforward som spelar för Montreal Canadiens i NHL.
Han har tidigare spelat för Chicago Blackhawks i NHL; Rockford Icehogs i American Hockey League (AHL) samt Saskatoon Blades i Western Hockey League (WHL).
Dach draftades av Chicago Blackhawks i första rundan i 2019 års draft som tredje spelare totalt.
Han är bror till Colton Dach.

## Statistik
| 2013–2014  | Fort Saskatchewan Rangers | AMBHL      | 33  | 9  | 18 | 27  | 24  | —  | —  | —  | —  | —  |
| 2014–2015  | Fort Saskatchewan Rangers | AMBHL      | 33  | 29 | 71 | 100 | 26  | 15 | 14 | 18 | 32 | 14 |
| 2015–2016  | Fort Saskatchewan Rangers | AMHL       | 34  | 14 | 21 | 35  | 12  | —  | —  | —  | —  | —  |
| 2016–2017  | Fort Saskatchewan Rangers | AMHL       | 22  | 6  | 20 | 26  | 6   | —  | —  | —  | —  | —  |
|            | Saskatoon Blades          | WHL        | 19  | 6  | 4  | 10  | 4   | —  | —  | —  | —  | —  |
| 2017–2018  | Saskatoon Blades          | WHL        | 52  | 7  | 39 | 46  | 12  | —  | —  | —  | —  | —  |
| 2018–2019  | Saskatoon Blades          | WHL        | 62  | 25 | 48 | 73  | 40  | 10 | 5  | 3  | 8  | 6  |
| 2019–2020  | Chicago Blackhawks        | NHL        | 64  | 8  | 15 | 23  | 24  | 9  | 1  | 5  | 6  | 4  |
|            | Rockford Icehogs          | AHL        | 3   | 0  | 0  | 0   | 0   | —  | —  | —  | —  | —  |
| 2020–2021  | Chicago Blackhawks        | NHL        | 18  | 2  | 8  | 10  | 4   | —  | —  | —  | —  | —  |
| 2021–2022  | Chicago Blackhawks        | NHL        | 70  | 9  | 17 | 26  | 43  | —  | —  | —  | —  | —  |
| 2022–2023  | Montreal Canadiens        | NHL        | 58  | 14 | 24 | 38  | 43  | —  | —  | —  | —  | —  |
| 2023–2024  | Montreal Canadiens        | NHL        | 2   | 0  | 2  | 2   | 0   | —  | —  | —  | —  | —  |
| 2024–2025  | Montreal Canadiens        | NHL        | 37  | 5  | 7  | 12  | 16  | —  | —  | —  | —  | —  |
| NHL totalt | NHL totalt                | NHL totalt | 249 | 38 | 73 | 111 | 140 | 9  | 1  | 5  | 6  | 4  |
| WHL totalt | WHL totalt                | WHL totalt | 133 | 38 | 91 | 129 | 56  | 10 | 5  | 3  | 8  | 6  |

### Internationellt
| Källa: Uppdaterad: 2019-10-21 | Källa: Uppdaterad: 2019-10-21 | Källa: Uppdaterad: 2019-10-21 |         | Utv = Utvisningsminuter | Utv = Utvisningsminuter | Utv = Utvisningsminuter | Utv = Utvisningsminuter | Utv = Utvisningsminuter |
| År                            | Lag                           | Mästerskap                    | Matcher | Mål                     | Assists                 | Poäng                   | Utv                     |                         |
| ----------------------------- | ----------------------------- | ----------------------------- | ------- | ----------------------- | ----------------------- | ----------------------- | ----------------------- | ----------------------- |
| 2018                          | Kanada                        | Hlinka Gretzky                | 5       | 2                       | 5                       | 7                       | 0                       |                         |
| Junior totalt                 | Junior totalt                 | Junior totalt                 | 5       | 2                       | 5                       | 7                       | 0                       |                         |